# Florianópolis
Florianópolis, af indbyggerne kaldet Floripa, er både hovedstad og en kommune i den sydlige del af den brasilianske delstat Santa Catarina. I 2007 havde den et befolkningstal på 406.564.

## Historie
Kommunen blev grundlagt 23. marts 1726.

## Sport
Byens fordboldhold hedder Figueirense Futebol Clube og spiller i den brasilianske Série A.
27°35′34″S 48°33′8″V / 27.59278°S 48.55222°V